# Detto tra noi-mattina
Detto tra noi-mattina è stato un programma televisivo, spin-off di Detto tra noi, andato in onda nella stagione 1992-1993 su Rai 2 con la conduzione di Mita Medici. Andava in onda tre volte alla settimana, dal mercoledì al venerdì.

## Il programma
Il programma è un rotocalco con numerose rubriche su musica, salute, medicina e cura della persona. Presente anche uno spazio condotto da Luca Sardella sulla natura in collegamento da tutta la penisola italiana.

## Edizioni
| Edizione | Rete  | Periodo          | Periodo        | Conduttore  | Conduttore    |
| Edizione | Rete  | Inizio           | Fine           | Conduttore  | Conduttore    |
| -------- | ----- | ---------------- | -------------- | ----------- | ------------- |
| 1ª       | Rai 2 | 1º novembre 1993 | 29 aprile 1994 | Mita Medici | Luca Sardella |